# Compagnia portoghese delle Indie orientali
La Compagnia portoghese delle Indie orientali (pt. Companhia da Índia Oriental o Companhia do commércio da Índia, abbreviata in CIO) fu un tentativo sfortunato e di breve durata (1628-1633) da parte di Filippo III del Portogallo di creare una compagnia commerciale che garantisse la sicurezza degli interessi portoghesi in India contro la crescente influenza da parte della Compagnia olandese delle Indie orientali (VOC) e della Compagnia britannica delle Indie orientali (EIC).

## Contesto

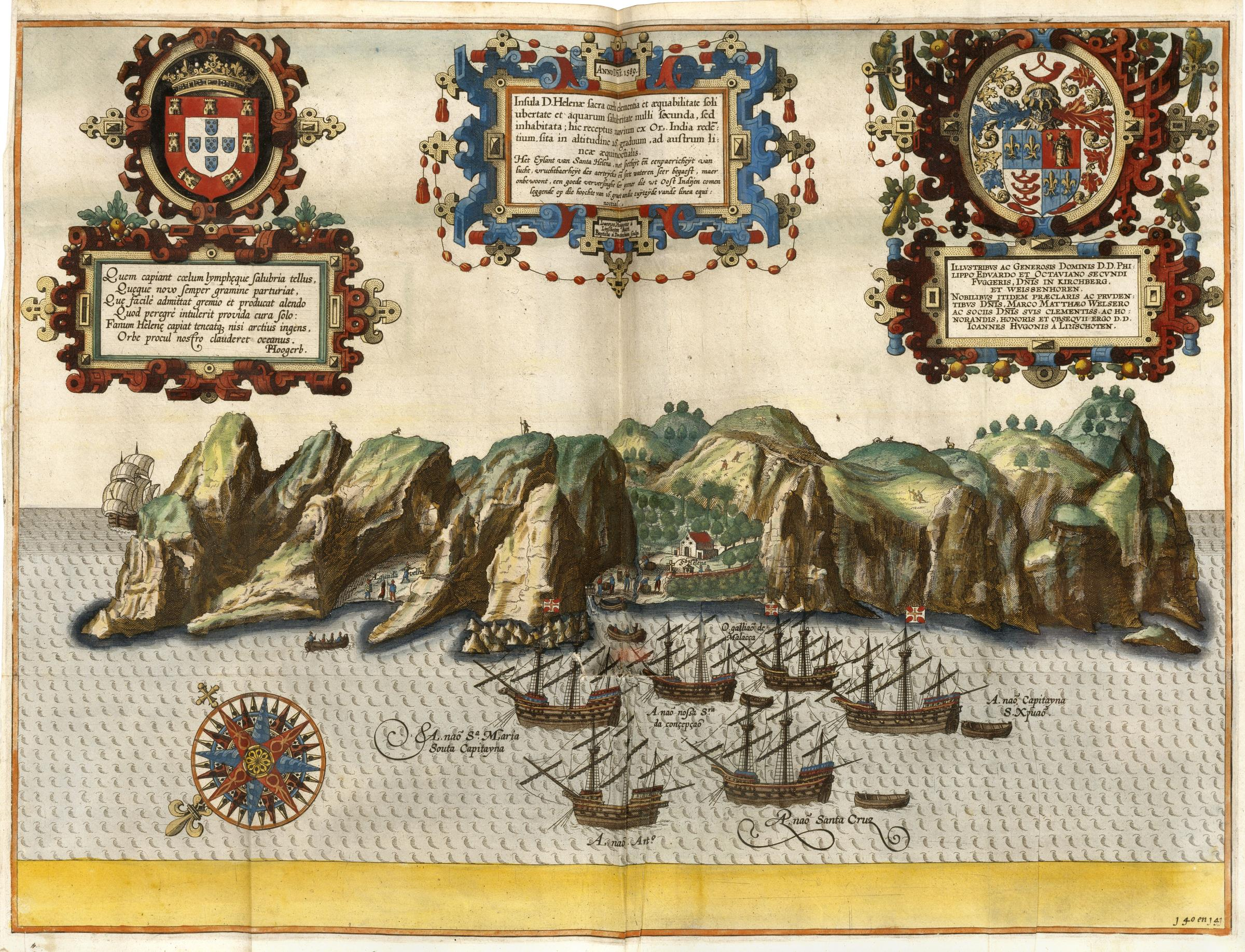
Navi portoghesi dell'Armata d'India ancorate nel porto di Sant'Elena (isola) - maggio 1589 - ill. di Jan Huygen van Linschoten.

Il commercio portoghese con l'India era stato un monopolio della Corona da quando il capitano portoghese Vasco da Gama aveva aperto la rotta marittima dall'Europa all'India passante per il Capo di Buona Speranza, oggi nota come "Rotta del Capo", nel 1497–1499. Il monopolio era stato gestito dalla Casa da Índia, una casa commerciale reale fondata intorno al 1500, figlia di precedenti istituzioni costruite dai portoghesi nella seconda metà del XV secolo per lucrare sulle loro esplorazioni geografiche, nonché la prima società per azioni per commerciare in India. La Casa era responsabile dell'organizzazione su base annuale della c.d. "Armata d'India" (pt. Armada da Índia), il convoglio di navi che raggiungeva il Subcontinente. Tuttavia, nel 1560, le finanze della Casa erano in gravi difficoltà e nel 1570 re Sebastiano I emanò un decreto che apriva il commercio con l'India a qualsiasi cittadino privato portoghese. Poiché pochi accettarono l'offerta, il decreto di libero scambio fu sostituito nel 1578 da un nuovo sistema di monopoli annuali, in cui la Casa vendeva contratti commerciali con l'India a un consorzio di mercanti portoghesi privato, concedendo loro il monopolio per un anno. Questo sistema di contratto annuale fu abbandonato nel 1597 e il monopolio reale riprese.
L'Unione iberica del 1580 che diede al re Filippo II di Spagna la corona del Portogallo inizialmente non impattò molto sullo stato delle cose. Tuttavia, la crescente influenza delle Compagnia olandese delle Indie orientali (VOC), in minor misura della Compagnia britannica delle Indie orientali (EIC), nelle Indie orientali dopo il 1598 portò gli Asburgo di Spagna a sperimentare accordi diversi per proteggere l'impero coloniale lusitano. Nel 1605, re Filippo creò il Conselho da Índia, per portare gli affari nell'India portoghese sotto una più stretta supervisione della corona asburgica ma ciò era in conflitto con le linee più antiche dell'autorità portoghese e il consiglio fu infine sciolto nel 1614.

## Il progetto
In questo periodo che fu concepita per la prima volta l'idea d'una compagnia commerciale delle Indie orientali portoghesi, organizzata sulla falsariga della VOC e della EIC, dal mercante portoghese neocristiano e scrittore di pamphlet mercantilisti Duarte Gomes Solis, residente a Madrid, in particolare nel suo trattato in lingua spagnola Discursos sobre los Comercios de las Indias, pubblicato nel 1622, sebbene diffuso in precedenza. Solis sostenne che una società per azioni privata avrebbe potuto raccogliere più capitali, rilanciare il commercio asiatico e competere in modo più efficiente con gli anglo-olandesi nell'Oceano Indiano.
Filippo IV di Spagna (Filippo III del Portogallo) mise in moto l'idea nel 1624 e nominò D. Jorge Mascarenhas, sindaco di Lisbona e membro del Consiglio di Stato, a capo di un comitato per l'attuazione della proposta di Solis. Nonostante sia stata sostenuta dal potente Conte-duca di Olivares, la proposta dovette affrontare molto scetticismo e opposizione, in particolare dal duca di Villahermosa, capo del Consiglio del Portogallo, e Mascarenhas ebbe notevoli difficoltà a garantire impegni di investimento.

## La compagnia
La Companhia da Índia Oriental o Companhia do commércio da Índia nacque finalmente nell'agosto del 1628, quando le fu concesso uno statuto dal re Filippo III. La Companhia doveva essere governata da una Câmara de Administração Geral, composta da un presidente (Jorge Mascarenhas) e sei amministratori, eletti dagli investitori, con pieni poteri, sebbene i suoi atti giudiziari, pratiche amministrative e finanze fossero soggetti a revisione da parte di un membro del Consiglio del Commercio (pt. Conselho do Comércio) alla corte del re a Madrid. La carta prevedeva un periodo di transizione di due anni, durante i quali il Conselho da Fazenda reale avrebbe continuato a supervisionare le flotte indiche, la Casa da Índia e l'Armazém da Índia, prima di passarle all'amministrazione della CIO che avrebbe anche cominciato a gestire e riscuotere i dazi doganali pagabili alla Casa.
La Compagnia fu costituita con un blocco per azioni di sei anni, rinnovabile per altri sei con una sottoscrizione minima di 100 cruzados. Alla Companhia fu concesso il monopolio sul commercio di corallo, pepe, cannella, ebano e conchiglie di ciprea, e su richiesta poteva essere esteso ad altri articoli. Aveva pieni privilegi amministrativi e giuridici, incluso il diritto di trattenere tutto il bottino dai sequestri di navi olandesi e inglesi (dopo aver dedotto il quinto reale).
La Corona fu il più grande investitore, impegnando 1.500.000 cruzados per i primi tre anni. Sebbene anche alcuni comuni (es. Lisbona) abbiano investito nell'iniziativa, i privati furono molto più freddi nella loro risposta. Per rendere l'investimento appetibile, ai sottoscrittori veniva garantito un rendimento annuo del 4% più i dividendi e gli abbonamenti erano muniti di vari privilegi: es. incarichi presso la famiglia reale, protezione dal sequestro di debiti, tutela per i capitali dei nuovi cristiani condannata dall'Inquisizione portoghese, ecc. Sebbene vi fossero disposizioni contro la costituzione di qualsiasi altra compagnia delle Indie orientali nei territori asburgici, l'investimento nella CIO era aperto a tutti i sudditi di re Filippo e dei suoi alleati, quindi spagnoli, italiani, fiamminghi, ecc. Tuttavia, nulla di tutto ciò suscitò molto entusiasmo tra i privati. La società si trovò così con circa la metà del capitale che originariamente cercava di raccogliere.

## La fine
La Companhia da Índia Oriental si rivelò infruttuosa. Gli investitori rimasero scettici, i mercanti portoghesi d'oltremare ne rifiutarono l'autorità e il conflitto coloniale con gli anglo-olandesi aveva ormai prodotto danni irreparabili, comprimendo i margini sul commercio delle spezie. La CIO si rivelò poco redditizia e presto cessò di operare. Fu liquidata nell'aprile 1633. La Casa da Índia e il commercio indiano furono riportati sotto la supervisione del Consiglio reale delle finanze (pt. Conselho da Fazenda).